# Thames Torso Murders
Thames Torso Murders ("Torsomorden vid Themsen"), även kallade Thames Mysteries ("Thamesmysterierna") och Embankment Murders, avser en mordserie som ägde rum i London i Storbritannien mellan 1887 och 1889. Morden innefattade fyra fall, där kroppsdelar från styckade kvinnor hade återfunnits, och som kategoriserades såsom tillhörande samma mordserie. Inget av fallen blev någonsin löst, och endast ett av de fyra offren blev identifierat. Denna mordserie har periodvis länkats till Whitechapelmorden, men dåvarande polis såg inget samband som tydde på att de utfördes av "Jack Uppskäraren", och mördarens tillvägagångssätt skilde sig kraftigt åt. 